# Il mondo sul filo
Il mondo sul filo (Welt am Draht) è un film di fantascienza per la televisione del 1973 diretto da Rainer Werner Fassbinder. Il film è basato sul romanzo Simulacron 3 di Daniel F. Galouye del 1964 (lo stesso romanzo alla base anche del film Il tredicesimo piano del 1999).
Girato in 16 mm, il film fu realizzato per la TV tedesca WDR e trasmesso per la prima volta nel 1973, diviso in due parti.
In Italia è stato trasmesso da Rai 2 nel 1979, il 22 settembre (1ª parte), ed il 29 settembre (2ª parte).

## Trama
Negli anni settanta un istituto di ricerca cibernetico tedesco mette a punto un calcolatore con programma di simulazione della realtà il cui nome è Simulacron-1. Nel supercomputer viene riprodotta la vita di una piccola città nella quale vive, oltre ai comuni abitanti che credono di vivere in un mondo reale, una "Persona di Contatto" che sola sa di essere una simulazione e che serve per comunicare con il mondo reale esterno al programma stesso.
Fred Stiller è uno degli elementi cardine e si occupa della "persona di contatto", chiamata Einstein dal creatore del progetto e la prima ad essere creata. Durante un party conosce un altro professore con cui scambia una serie di opinioni, soprattutto intorno ai sistemi di correzione degli errori di calcolo e di simulazione durante lo svolgimento dei test; in caso di errori si cerca di correggere la memoria dei personaggi che vivono dentro la simulazione. Nei giorni seguenti Stiller, che si trova a fronteggiare una ribellione della sua Persona di Contatto, chiede notizie della persona con cui ha parlato durante il party ma nessuno la conosce e neppure se ne ricorda . La sua insistenza mette in imbarazzo più di una persona, e smette di occuparsi di costui solo quando una notte rischia di restare ucciso travolto da un'automobile in corsa. Mentre ripensa ai fatti dei giorni precedenti si accorge che qualcuno lo segue in auto. Comincia a seguire le mosse dell'ipotetico avversario ma in una frazione di secondo l'immagine dell'auto che lo segue scompare senza alcuna causa apparente.
Turbato dall'accaduto, Stiller cerca disperatamente una spiegazione, arrivando ad ipotizzare che il mondo in cui egli vive è anch'esso una simulazione. Gli incidenti in cui rischia di perdere la vita aumentano. Decide allora di cercare l'unità di contatto e di capire come funziona il sistema superiore entro il quale egli vive. Scopre che Eva, la figlia del creatore del progetto morto in circostanze misteriose, è la persona di contatto; tuttavia, a differenza del primordiale sistema di contatto del loro esperimento, la persona di contatto è in realtà la proiezione, dentro al supercalcolatore esterno, di una persona vera. Dunque "loro" hanno la possibilità di creare duplicati e di scambiare le persone esterne con quelle del mondo simulato di Stiller. Il giovane viene anche a sapere di essere in realtà la proiezione del capo progetto del mondo esterno. Il suo "originale", colto da una crisi di onnipotenza e di cinismo, si sta divertendo ad attentare alla vita del suo doppio.
Mentre Eva, che è la fidanzata dell'Originale, sta rendendosi conto che il duplicato è una persona migliore del suo vero fidanzato, nel momento dell'omicidio, perpetrato per mano diretta dell'originale, il "doppio" di Stiller viene scambiato e portato in salvo nel mondo superiore proprio da lei.